# 割り込み (運転)
割り込み（わりこみ）とは、運転における交通法規の用語のひとつ。

## 割込み違反
一般的な割り込みの概念としては、車両が、進行中または停止・徐行中の他の車両の、進路上の前方に進路変更することを言うが、道路交通法上の交通違反となる「割込み」としては、以下の条文により規定される。
車両は、法令の規定若しくは警察官の命令により、又は危険を防止するため、停止し、若しくは停止しようとして徐行している車両等又はこれらに続いて停止し、若しくは徐行している車両等に追いついたときは、その前方にある車両等の側方を通過して当該車両等の前方に割り込み、又はその前方を横切つてはならない。（道路交通法第三十二条）
すなわち、赤信号や、徐行、一時停止などするべき場所や、混雑・渋滞などにより、徐行・停止している車両や車両の列に追いついた場合は、その車両列等を避けるために、その車両列等の横を通過して、その車両列等の進路上の前方に進路変更し、またはその車両列等の進路上を横断してはならない、ということである。

## 初心運転者等保護義務違反
下記の標識を取り付けて運転している普通自動車、準中型自動車（表示自動車）に対して、他の自動車が、幅寄せをし、または表示自動車の進路上の前方に車間距離不保持となるような状態で進路変更をした場合には、初心運転者等保護義務違反となる。ただしその行為が危険防止のためやむを得ない場合を除く。（道路交通法第71条第5の4項）
1. 仮免許練習中の標識
2. 初心運転者標識（いわゆる「若葉マーク」、黄色・緑色）
3. 高齢運転者標識（いわゆる「四つ葉マーク」、黄緑色･緑色･黄色･オレンジ色又は｢もみじマーク」、オレンジ色・黄色）
4. 身体障害者標識（「クローバーマーク」、四つ葉マーク）
5. 聴覚障害者標識

なお、他の車両等に対し、妨害のため危険な方法で故意に、走行中に幅寄せや割込み等で著しく接近した場合は道路交通違反（妨害運転）の罪に問われる（2020年6月30日施行予定）。また、同様に他の歩行者や車両に対して著しく接近しその結果他人を死傷させた場合には、危険運転致死傷（妨害運転致死傷）の罪に問われる。初心運転者等保護義務違反においては、人身事故やその程度の危険に至らない行為であっても違反となる。